# Hillbilly Elegy (film)
Hillbilly Elegy is een Amerikaanse dramafilm uit 2020, onder regie van Ron Howard. De film is gebaseerd op de gelijknamige memoires van de Amerikaanse zakenman en politicus J.D. Vance. De hoofdrollen worden vertolkt door Amy Adams, Glenn Close, Gabriel Basso en Haley Bennett.

## Verhaal
De familie van J.D. Vance is afkomstig van Middletown (Ohio). De leden van de familie worstelen zoals wel meer families uit de regio van de Appalachen met fatalisme, armoede, verslaving, geweld en een grimmig toekomstperspectief. J.D. zelf probeert afstand te nemen van de hillbillycultuur van zijn familie om zich zo op te werken op de maatschappelijke ladder.

## Rolverdeling
| Acteur        | Personage             |
| ------------- | --------------------- |
| Amy Adams     | Bev Vance             |
| Glenn Close   | Mawmaw                |
| Gabriel Basso | J.D. Vance            |
| Haley Bennett | Lindsay               |
| Freida Pinto  | Usha Vance            |
| Bo Hopkins    | Papaw                 |
| Sunny Mabrey  | Jonge Mawmaw / Bonnie |
| Owen Asztalos | Jonge J.D. Vance      |

## Productie

### Achtergrond en ontwikkeling
In 2016 bracht J.D. Vance, een Amerikaanse zakenman en durfkapitalist, onder de titel Hillbilly Elegy: A Memoir of a Family and Culture in Crisis zijn memoires uit. Het boek, dat een kritische blik werpt op de hillbillycultuur waarin Vance was grootgebracht, groeide uit tot een bestseller en werd, onder meer omdat het zich afspeelt in de arme, blanke arbeidersklasse van de zogenoemde Rust Belt, door uiteenlopende politieke analisten opgepikt en besproken, vaak in het kader van de Amerikaanse presidentsverkiezingen van 2016. The New York Times bestempelde Hillbilly Elegy in november 2016 als 'een van de zes boeken om de verkiezingsoverwinning van Donald Trump te begrijpen'.
In april 2017 kocht Imagine Entertainment, het productiebedrijf van regisseur Ron Howard en producent Brian Grazer, de filmrechten op het boek en raakte bekend dat Howard het boek zelf zou verfilmen. Begin 2018 werd Vanessa Taylor in dienst genomen om het script te schrijven. Een jaar later werd het filmproject, dat gebudgetteerd werd op 45 miljoen dollar, opgepikt door streamingdienst Netflix.

### Casting
De cast werd in april 2019 officieel bekendgemaakt. De 24-jarige Gabriel Basso werd gecast als het hoofdpersonage J.D. Vance. Amy Adams en Glenn Close werden gecast als respectievelijk Bev Vance en Mawmaw, de moeder en grootmoeder van het hoofdpersonage. Haley Bennett kreeg de rol van Lindsay Vance, de zus van Basso's personage. In juni 2019 raakte ook de casting van Freida Pinto, Bo Hopkins en Owen Asztalos bekend.

### Opnames
De opnames gingen begin juni 2019 van start in Atlanta (Georgia) en eindigden begin augustus 2019. Er vonden verder ook opnames plaats in Middletown (Ohio).

## Release en ontvangst
Hillbilly Elegy werd op 11 november 2020 in een select aantal Amerikaanse bioscopen uitgebracht. De Netflix-release volgde op 24 november 2020.
De film kreeg overwegend negatieve recensies van de Amerikaanse filmpers. Op Rotten Tomatoes heeft Hillbilly Elegy een waarde van 26% en een gemiddelde score van 4,6/10, gebaseerd op 228 recensies. Op Metacritic heeft de film een gemiddelde score van 39/100, gebaseerd op 42 recensies.

## Prijzen en nominaties
| Jaar | Prijs                  | Categorie                   | Genomineerde(n)          | Uitslag     |
| ---- | ---------------------- | --------------------------- | ------------------------ | ----------- |
| 2021 | Golden Globes          | Beste actrice in een bijrol | Glenn Close              | Genomineerd |
| 2021 | Critics' Choice Awards | Beste actrice in een bijrol | Glenn Close              | Genomineerd |
| 2021 | Critics' Choice Awards | Beste grime en haarstijl    | Beste grime en haarstijl | Genomineerd |
| 2021 | BAFTA Awards           | Beste grime en haarstijl    | Beste grime en haarstijl | Genomineerd |
| 2021 | Academy Awards         | Beste actrice in een bijrol | Glenn Close              | Genomineerd |
| 2021 | Academy Awards         | Beste grime en haarstijl    | Beste grime en haarstijl | Genomineerd |